# Elatos z Larisy
Elatos z Larisy (gr.:Ἔλατος, Elatos) – król Lapitów, ojciec Kajneusa, Polifema i Ischysa. Postać z mitologii greckiej.
Pochodzenie Elatosa jest niejasne. Prawdopodobnie jest tesalskim sobowtórem arkadyjskiego herosa Elatosa, syna Arkasa, co jest szczególnie charakterystycznym zjawiskiem dla tradycji tesalskiej. Niewiele się też od swego pierwowzoru różni. Był królem tesalskich Lapitów, którymi rządził z Larisy. Z żoną Hippe miał syna Polifema. Z nim też bywa czasem łączona postać Kajnis/Kajneusa i Ischysa, pierwotnie dzieci arkadyjskiego Elatosa.